# Гаймор, Натаниел
Натаниел Га́ймор (Хаймор; Nathaniel Highmore; 6 февраля 1613, Фордингбридж, графство Хэмптоншир — 21 марта 1685, Шерборн, графство Дорсетшир) — английский хирург и анатом, в честь которого названа верхнечелюстная пазуха.
Натаниел Гаймор родился в семье преподобного Натаниеля Гаймора, работавшего в 1614 году ректором в Дорсете. После окончания школы Гаймор посещал Квинс-колледж Оксфордского университета, а с 1632 года — Тринити-колледж, который окончил в 1635 году со степенью бакалавра, а затем магистра. В 1638 году он начал свои медицинские исследования. В 1640 году Гаймор женился на Элизабет Хейдок (Haydocke), дочери врача из Солсбери. У них не было детей.
В 1642 году он входил в группу учёных из Тринити-колледжа, которая исследовала эмбриональное развитие цыпленка. Здесь он познакомился и подружился с Гарвеем. В 1651 году с разницей в одну неделю появились сочинения Гарвея «Exercitationes de generatione animalium» и Гаймора «The History of Generation».
В 1643 году Гаймор закончил свои исследования в Оксфорде, и затем 40 лет практиковал в качестве врача в Шерборне. Натаниел Гаймор похоронен в церкви Purse Caundle Church в Дорсете.